# Joan du Plat Taylor

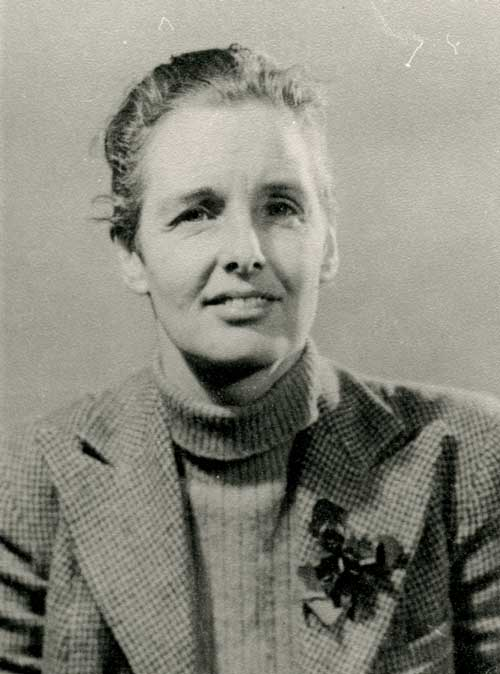
Joan Du Plat Taylor

Joan Mabel Frederica du Plat Taylor (* 26. Juni 1906 in Glasgow, Schottland; † 21. Mai 1983 wohl in London) war eine britische Archäologin und Pionierin der Unterwasserarchäologie.

## Leben
Sie entstammte dem französischen Adelsgeschlecht du Plat, dessen erster Vertreter in Deutschland Pierre Joseph du Plat (1657–1709) war, Stammvater der hannoverschen Linie. Mitglieder dieser deutschen Linie traten wiederum in königlich dänische und britische Dienste. Joan war die Enkelin von John Lowther du Plat Taylor (1829–1904), britischer Colonel und Gründer des Army Post Office Corps und einziges Kind des Lieutenant Colonel St. John Louis Hyde du Plat Taylor DSO (1865–1936) und der Alice Home Purves (1878–1965).
Plat Taylor wurde in den Glasgow Barracks geboren, wo ihr Vater stationiert war. Sie wuchs an der schottischen Grenze in Berwick-upon-Tweed auf. Ihre Mutter versagte ihr eine ordnungsgemäße staatliche Schulbildung, allerdings hatte ihr Vater eine stattliche Bibliothek. Seit 1926 verbrachten ihre Eltern die Wintermonate regelmäßig auf Zypern. In Nikosia, damals noch ein ländlich strukturierter Ort, baute sich die Familie ein kleines Haus mit Stall, und Joan verbrachte ihre Zeit mit Reiten und den Hunden, mit Tennis und Golf. In diesen Jahren – während des Ersten Weltkrieges waren die archäologischen Forschungen auf Zypern gestoppt worden – begann man dort wieder verstärkt mit Ausgrabungen.
1927 traf Plat Taylor auf den schwedischen Archäologen Einar Gjerstad (1897–1988), wurde von ihm in die Archäologie eingeführt und begann, ehrenamtlich im Cyprus Museum zu arbeiten. Sie wurde im Museumsladen und als örtliche Reiseleiterin eingesetzt. So kam Plat Taylor eher zufällig zur Archäologie, bildete sich aber in den Folgejahren autodidaktisch zu einer der ersten Meeresarchäologen aus. Von 1932 bis 1939 war sie Assistant Curator des Cyprus Museum.
Von 1945 bis zu ihrer Pensionierung 1970 war sie hauptberuflich Bibliothekarin des Institute of Archaeology an der Universität London, das sich durch Plat Taylor überhaupt erst der Unterwasserarchäologie zuwandte und dessen Bibliothek sie gründete. Mit ihrer Forschungsarbeit und ihren Ausgrabungen machte sie die Meeresarchäologie zu einer eigenständigen Wissenschaft.
Plat Taylor gründete 1964 den Council for Nautical Archaeology, leitete seit 1967 für die British School at Rome Ausgrabungen in Gravina di Puglia (Botromagno), von 1972 bis 1980 war sie Gründungsherausgeberin des The International Journal of Nautical Archaeology (IJNA). Sie anerkannte, dass auch Amateure Bedeutsames zur Archäologie beitragen können und schuf Grundlagen zu deren Ansporn und Ausbildung. Sie war der erste Präsident der Nautical Archaeology Society. Außerdem gründete Plat Taylor eine Stiftung zur Förderung von Veröffentlichungen meeresarchäologischer Forschungsergebnisse, förderte viele Meeresarchäologen und deren Forschungsprojekte. Seit ihrem Tod vergibt die Nautical Archaeology Society den nach ihr benannten Joan du Plat Taylor Award. 1976 erhielt sie den Ehrendoktor der University of Pennsylvania.
Plat Taylor galt als „äußerst gut organisierte Person mit der besonderen Fähigkeit, auch andere Menschen für ihre Zwecke zu begeistern und einzusetzen“. Sie starb unverheiratet 1983 an Leberkrebs.
Zum 75-jährigen Bestehen des Londoner Institute of Archeology im Jahr 2012 erforschen Joe Flatman und Katie Meheux gemeinsam das Leben und Werk von Joan du Plat.